# 庞塞因莱特
庞塞因莱特（英語：Ponce Inlet）是美国佛罗里达州沃盧西亞縣下属的一座城镇。建立于1963年。面积约为38平方公里（约合14.6平方英里）。根据2010年美国人口普查，该市有人口3,032人。论人口在本州排行第247。